# Охрим (Уиклоу)
Охрим (англ. Aughrim; ирл. Eachroim, «лошадиный хребет») — (переписной) посёлок в Ирландии, находится в графстве Уиклоу (провинция Ленстер) у трассы R747.
Поселение выигрывало Irish Tidy Towns Competition в 2007 году, а в 1996—2007 признавалось самым чистым местом графства.

## Демография
Население — 1145 человек (по переписи 2006 года). В 2002 году население составляло 871 человек.
Данные переписи 2006 года:
| Общие демографические показатели |               |                               |                               |      |      |
| Всё население                    | Всё население | Изменения населения 2002—2006 | Изменения населения 2002—2006 | 2006 | 2006 |
| 2002                             | 2006          | чел.                          | %                             | муж. | жен. |
| 871                              | 1145          | 274                           | 31,5                          | 582  | 563  |

В нижеприводимых таблицах сумма всех ответов (столбец «сумма»), как правило, меньше общего населения населённого пункта (столбец «2006»).
| Религия (Тема 2 — 5 : Число людей по религиям, 2006) |             |                |             |            |       |      |
| Католики, чел.                                       | Католики, % | Другая религия | Без религии | не указано | сумма | 2006 |
| 995                                                  | 86,9        | 67             | 33          | 50         | 1145  | 1145 |

| Этно-расовый состав (Этничность. Тема 2 — 3 : Постоянное население по этническому или культурному происхождению, 2006) |            |              |       |        |        |            |       |       |
| Белые ирландцы | Лухт-шулта | Другие белые | Негры | Азиаты | Другие | Не указано | сумма | 2006  |
| 1011 | 3          | 50           | 1     | 3      | 14     | 44         | 1126  | 1145  |
| Доля от всех отвечавших на вопрос, %                                                                                   |            |              |       |        |        |            |       |       |
| 89,8 | 0,3        | 4,4          | 0,1   | 0,3    | 1,2    | 3,9        | 100   | 98,31 |

1 — доля отвечавших на вопрос о языке от всего населения.
| Владение ирландским языком (Тема 3 — 1 : Число людей от 3 лет и старше по способности говорить по-ирландски, 2006) |      |            |       |       |
| Владеете ли Вы ирландским языком?                                                                                  |      |            |       |       |
| Да | Нет  | Не указано | сумма | 2006  |
| 363 | 638  | 64         | 1065  | 1145  |
| Доля от всех отвечавших на вопрос о языке, %                                                                       |      |            |       |       |
| 34,1 | 59,9 | 6,0        | 100   | 93,01 |

1 — доля отвечавших на вопрос о языке от всего населения.
| Использование ирландского языка (Тема 3 — 2 : Говорящие по-ирландски от 3 лет и старше по частоте использования ирландского языка, 2006) |                                                            |                                               |                                               |                                               |                                               |                                               |       |                                     |      |
| Как часто и где Вы говорите по-ирландски?                                                                                                |                                                            |                                               |                                               |                                               |                                               |                                               |       |                                     |      |
| ежедневно, только в образовательных учреждениях                                                                                          | ежедневно, как в образовательных учреждениях, так и вне их | в других местах (вне образовательной системы) | в других местах (вне образовательной системы) | в других местах (вне образовательной системы) | в других местах (вне образовательной системы) | в других местах (вне образовательной системы) | сумма | всего, отвечавших на вопрос о языке | 2006 |
| ежедневно, только в образовательных учреждениях                                                                                          | ежедневно, как в образовательных учреждениях, так и вне их | ежедневно                                     | каждую неделю                                 | реже                                          | никогда                                       | не указано                                    | сумма | всего, отвечавших на вопрос о языке | 2006 |
| 110 | 7                                                          | 6                                             | 17                                            | 115                                           | 99                                            | 9                                             | 363   | 1065                                | 1145 |
| Доля от всех отвечавших на вопрос о языке, %                                                                                             |                                                            |                                               |                                               |                                               |                                               |                                               |       |                                     |      |
| 10,3 | 0,7                                                        | 0,6                                           | 1,6                                           | 10,8                                          | 9,3                                           | 0,8                                           | 34,1  | 100                                 |      |

| Типы частных жилищ (Тема 6 — 1(a) : Число частных домовладений по типу размещения, 2006) |          |         |                 |            |       |      |
| Отдельный дом                                                                            | Квартира | Комната | Переносные дома | не указано | сумма | 2006 |
| 374                                                                                      | 14       | 1       | 2               | 11         | 402   | 1145 |